# Charles Brown (inventeur)
Pour les articles homonymes, voir Charles Brown et Brown.
Charles Brown était l'assistant de William K.L. Dickson, lui-même assistant de Thomas Edison. Ensemble ils créeront le Kinétoscope, une des premières machines permettant la visualisation cinématographique,,.